# کالیتوس
کالیتوس (به عربی: الکالیتوس) یک شهرداری در الجزایر است که در استان الجزیره واقع شده‌است.